# Flow (film, 2014)
Pour les articles homonymes, voir Flow.
Pour plus de détails, voir Fiche technique et Distribution.
Flow est un film dramatique espagnol réalisé par David Martínez Álvarez, sorti en 2014.

## Synopsis
Walter Mann est à un moment clé de sa carrière d'acteur : il peut enfin jouer dans l'œuvre qu'il a composée. Mais ce moment fait se déclencher en lui une lutte intérieure entre lumières et ténèbres : se manifeste ainsi la difficulté du pardon et de la réconciliation avec soi-même

## Fiche technique
- Titre : Flow
- Réalisation : David Martínez Álvarez
- Scénario : David Martínez Álvarez, Juan García del Santo
- Production : David Martínez Álvarez pour La Real Academia de Taramundi
- Photographie : Jose Martín Rosete
- Durée : 90 minutes
- Pays de production :  Espagne
- Date de sortie : 
  - Colombie : juillet 2014[2]
  - Royaume-Uni : 21 août 2014 (Chichester International Film Festival)[2]
  - Mexique : 23 août 2014 (Pasto International Film Festival)[2]
  - États-Unis : 27 mars 2015 (Festival international du film de Palm Beach)[2]
  - Espagne : 13 novembre 2015[2]

## Distribution
Sauf indication contraire, les informations mentionnées dans cette section peuvent être confirmées par la base de données cinématographiques IMDb,  présente dans la section « Liens externes ».
- Juan Del Santo : Walter Mann
- Berta Solanas Martinez : Berta
- Gonzalo Baz : agent de Walter
- Francesc Garrido (es) : frère de Walter
- Emilio Gutiérrez Caba : père de Walter
- Lluís Homar : Maestro de Walter
- Alejandra Lorente (es) : femme de Walter
- Carlos Rubio Escobar : Pastor
- Concha Velasco : mère de Walter
- Óscar Zafra : avocat de Walter

## Récompenses
- 2014 : Meilleure photographie pour Jose Martín Rosete au Peloponnesian International Film Festival (Bridges)[3],[4]
- 2014 : Meilleure performance d'acteur (FILM=ART) pour Juan del Santo au CinemAvvenire Film Festival[3]
- 2015 : Meilleur acteur pour Juan del Santo au festival international Mirabile Dictu[5],[4].
- 2016 : Meilleur film étranger et prix ReelHeART au ReelHeART International Film Festival à Toronto[3],[4]